# Оксон
Это статья о химическом реагенте. О французских топонимах см. Осон

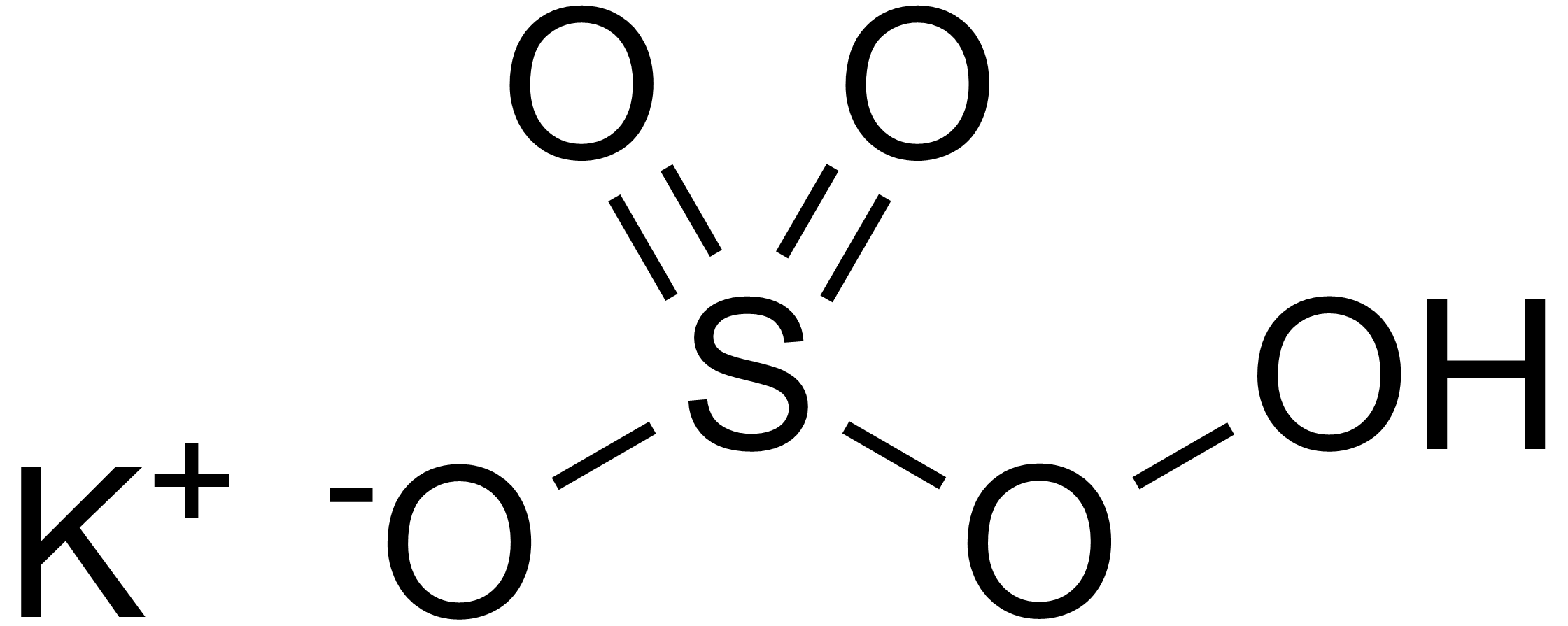
Действующий компонент оксона

Оксон — коммерческое название химического реагента, представляющего собой тройную соль 2KHSO5·KHSO4·K2SO4. Оксон представляет собой бесцветные кристаллы, растворимые в воде и устойчивые при хранении, и применяется в органическом синтезе в качестве окислителя. Действующим окислителем оксона является пероксомоносульфат-анион. Первые исследования подобных окислителей связаны с именем немецкого химика Генриха Каро. Выпущен на рынок реагент был компаниями Evonik (под маркой «Caroat») и DuPont (под маркой «Oxone»).